# Georg von Rittberg
Georg Karl Hermann Edmund Graf von Rittberg (* 30. Mai 1898 in Straßburg; † 6. Juni 1973 in Krün) war ein deutscher Offizier, zuletzt Generalleutnant im Zweiten Weltkrieg.

## Leben
Georg Graf von Rittberg war der Sohn des Oberstleutnants Botho Graf Rittberg und der Anna Fritzweiler. Er war Angehöriger der preußischen Linie des Adelsgeschlechts von Rittberg. Georg trat am 8. August 1914 als Fähnrich aus dem Kadettenkorps in die Armee ein und diente als Offizier im Ersten Weltkrieg. Mitte 1915 war er als Leutnant im Feldartillerie-Regiment 61.
Nach dem Krieg wurde er in die Reichswehr übernommen und diente anschließend in der Wehrmacht. Ab Oktober 1935 stand er im Range eines Hauptmanns, später Majors, als Abteilungskommandeur im neu aufgestellten Artillerie-Regiment 23 der 23. Infanterie-Division in Potsdam. Ab Anfang April 1939 wurde er mit seiner Beförderung zum Oberstleutnant Adjutant beim Wehrmachtsbevollmächtigten des Reichsprotektors von Böhmen und Mähren und blieb dort bis Mitte 1940. Anschließend übernahm er die Führung des Artillerie-Regiments 31 bei der 31. Infanterie-Division in Halberstadt und kurze Zeit später in gleiche Position die des neu aufgestellten Artillerie-Regiments 131 der 131. Infanterie-Division. Er wurde Anfang Oktober 1941 zum Oberst befördert mit Patent zu Anfang Dezember 1940. Die 131. Infanterie-Division war als Bereitstellungs-Division für das Unternehmen Barbarossa nach Russland einmarschiert, kämpfte u. a. in Belarus und in der Kesselschlacht bei Białystok. Kommandeur des Regiments blieb er bis Ende 1942 und wurde dann Arko. Es folgte im Sommer 1943 als Kommandeur die Übernahme eines Grenadier-Regiments. 
Von Anfang November 1943 bis Anfang Januar 1945 führte er als Kommandeur die 88. Infanterie-Division. Die Division nahm bis Ende 1943 an der Schlacht am Dnepr teil. Es folgte der Einsatz im Kessel bei Tscherkassy. Anfang Februar 1944 wurde er zum Generalmajor und Anfang August 1944 zum Generalleutnant befördert. Vor Beginn der Weichsel-Oder-Operation geriet er an der Ostfront nahe Radom in sowjetische Kriegsgefangenschaft und galt als vermisst. So musste er als Kommandeur der 88. Infanterie-Division durch Oberst Carl Anders ersetzt werden.
Ende 1955 wurde er aus der sowjetischen Kriegsgefangenschaft entlassen.
Georg von Rittberg war ab Mitte 1926 mit Elisabeth Müller (* 1901 in Metz; † 1989 in Krün) verheiratet. Das Paar hatte zwei Söhne.

## Auszeichnungen
- Eisernes Kreuz (1914) II. und I. Klasse
- Spange zum Eisernen Kreuz II. und I. Klasse
- Deutsches Kreuz in Gold am 29. Januar 1942
- Ritterkreuz des Eisernen Kreuzes mit Eichenlaub[3]
  - Ritterkreuz am 21. Februar 1944
  - Eichenlaub am 10. Oktober 1944 (610. Verleihung)